# Mohssen Alkhiati
Mohssen Alkhiati est un footballeur marocain né en 1983, c'est un arrière droit. Son club formateur est le Racing Casablanca.

## Carrière
- 2005 - 2007 : Racing Casablanca  Maroc
- 2007 - 2008 : FAR de Rabat  Maroc